# Tetracamphilius clandestinus
Tetracamphilius clandestinus är en fiskart som beskrevs av Roberts 2003. Tetracamphilius clandestinus ingår i släktet Tetracamphilius och familjen Amphiliidae. IUCN kategoriserar arten globalt som otillräckligt studerad. Inga underarter finns listade i Catalogue of Life.